# Kinderrechtencommissariaat
 (octobre 2023).
Si vous disposez d'ouvrages ou d'articles de référence ou si vous connaissez des sites web de qualité traitant du thème abordé ici, merci de compléter l'article en donnant les références utiles à sa vérifiabilité et en les liant à la section « Notes et références ».
Le Kinderrechtencommissariaat (en français : Commissariat aux droits de l'enfant) est le défenseur des droits de l'enfant en région flamande de Belgique. Il est créé en tant qu'institution indépendante par le Parlement flamand.

## Histoire
Le Commissariat aux droits de l'enfant est créé par le Parlement flamand par décret du 15 juillet 1997. Sa mission principale est de faire connaître la Convention internationale des droits de l'enfant et de veiller à ce qu'elle soit respectée. Le décret du 3 février 2017 confie au Commissariat aux droits de l'enfant la mission supplémentaire d'instituer une Commission de surveillance en ce qui concerne les établissements de détention pour enfants et adolescents.
La première commissaire aux droits de l'enfant est Ankie Vandekerckhove. Après deux mandats de six ans, Bruno Vanobbergen lui succède. Le 2 juin 2009, il entame son premier mandat et est nommé une seconde fois. Il ne peut pas terminer ce deuxième mandat, étant nommé directeur général de l'Agence flamande Opgroeien. À partir du 1er mars 2019, le poste de commissaire aux droits de l'enfant est occupé ad interim par la conseillère politique Naima Charkaoui. Lorsqu'elle prend ses fonctions au 11.11.11[Quoi ?] le 1er juillet 2019, la conseillère politique Sofie Van Rumst reprend le flambeau par intérim. Le 1er août 2019, Caroline Vrijens devient la troisième commissaire flamande aux droits de l'enfant. Le 22 mai 2019, la session plénière du Parlement flamand approuve sa nomination, après quoi elle prête serment devant le président du Parlement flamand le même jour.
Le Commissaire aux droits de l'enfant dispose d'une équipe pluridisciplinaire pour le soutenir dans l'accomplissement de sa mission.
Un Organe de consultation et de conseil auprès du Commissariat aux droits de l'enfant est également opérationnel depuis 2010. Peter Adriaenssens, pédopsychiatre à la Katholieke Universiteit Leuven, en est le premier président. Iris van der Veken, ancienne présidente du réseau belge du Pacte mondial des Nations unies, lui succède. Kristel Verbeke reprend le flambeau en 2017. L'organe de consultation et de conseil du Commissariat aux droits de l'enfant est composé de représentants des groupes politiques du Parlement flamand et d'un groupe de personnes issues de la société civile et de la communauté scientifique.
Le 15 juin 2018, le Commissariat aux droits de l'enfant célèbre son 20e anniversaire avec « Kind in alle staten », un événement organisé à la Bijloke à Gand.

## Décret relatif à la mission
Le décret énumère les différentes sous-missions du Commissariat aux droits de l'enfant :
- Le Commissariat aux droits de l'enfant fonctionne comme un service de médiation auquel les mineurs peuvent s'adresser pour poser des questions ou déposer des plaintes concernant d'éventuelles violations de leurs droits. Les adultes peuvent également contacter les gestionnaires de plaintes, pour autant que le rapport concerne des mineurs.
- Pour les nouvelles initiatives législatives susceptibles de concerner les mineurs, le Commissariat aux droits de l'enfant émet un avis. Ces avis évaluent la proposition ou le projet de loi par rapport au contenu et à l'esprit de la Convention internationale des droits de l'enfant.
- La Commission de contrôle des institutions pour mineurs est organisée et présidée par le commissaire aux droits de l'enfant et se compose de commissaires mensuels qui visitent leur institution tous les mois. Les commissaires mensuels sont des citoyens bénévoles qui surveillent ce qui se passe dans l'institution.
- Le Commissariat aux droits de l'enfant rend compte de son travail dans un rapport annuel au Parlement flamand.